# Карликовая бурозубка
Карликовая бурозубка (лат. Sorex nanus) — вид насекомоядных млекопитающих из семейства землеройковых, эндемичный для американских штатов Аризона, Колорадо, Монтана, Небраска, Нью-Мексико, Южная Дакота, Юта и Вайоминг.

## Описание
Карликовая бурозубка — очень маленький вид землероек, обычно весом от 1,8 до 3,2 г. Меняет свою окраску (мех) в зависимости от времени года, что помогает ей прятаться от хищников. Летом на спинной стороне шкурка коричневая или оливково-коричневая. Цвет распространяется вниз по бокам и сливается с дымчато-серым мехом на животе. Хвост двухцветный — сверху тёмный, а снизу бежевый. В зимнее время шкурка становится более светлой и серой, особенно на спине, чтобы слиться с окружающей средой.

## Филогения
Филогения вида весьма противоречива. Учитывая огромное количество видов в роде Sorex, их трудно отличить друг от друга. Была предложена и широко принята филогения, согласно которой S. vagrans дал начало S. nanus вместе с S. longirostris и S. ornatus. Эта же теория даёт основания полагать, что S. nanus и S. tenellus разошлись не так давно, в отличие от родственных им видов, поскольку морфологически они неотличимы друг от друга, за исключением очень небольших различий в размерах.

## Распространение и среда обитания
Обитает преимущественно в горных биотопах, хотя спускается до 1400—1500 м над уровнем моря в горах и предгорьях Большого Бассейна и Скалистых гор. Экологическое распространение вида до конца не изучено. В основном они обитают в скалах в альпийской тундре и субальпийских хвойных лесах. Карликовая бурозубка, похоже, не более терпима к засушливым условиям, чем другие родственные виды. Также встречаются на сухих кустарниковых склонах в Колорадо на высоте около 1 670 м, в сагбрусово-травяных зарослях в Монтане на высоте 1 036-1 128 м и даже на высоте 750 м в горах Блэк-Хиллз, Южная Дакота, что ещё больше увеличивает загадку их распространения. Окаменелости карликовой бурозубки были найдены в позднеплейстоценовых отложениях в пещере Эрмита, Нью-Мексико, и пещерах Муншайнер и Мидл Батт в Айдахо.
В прошлом териологи считали карликовую бурозубку редким видом: с 1895 по 1966 год было зарегистрировано всего 18 встреч, но в результате исследования лягушки в 1966 году было поймано 24 карликовых бурозубок с помощью ловушек. Ещё одна причина, по которой землеройки считались редким видом, — их очень фрагментарное распространение на юго-западе Северной Америки, и их легко спутать с близкородственными видами землероек.